# 前154年
| 千纪： | 前1千纪 |
| 世纪： | 前3世纪 \| 前2世纪 \| 前1世纪                                                                                         |
| 年代： | 前180年代 \| 前170年代 \| 前160年代 \| 前150年代 \| 前140年代 \| 前130年代 \| 前120年代                               |
| 年份： | 前159年 \| 前158年 \| 前157年 \| 前156年 \| 前155年 \| 前154年 \| 前153年 \| 前152年 \| 前151年 \| 前150年 \| 前149年 |
| 纪年： | 西汉汉景帝前元三年 |

## 大事记
- 1月17日——西漢發生七国之乱。

## 逝世
- 晁錯，西漢初著名政論家。
- 劉濞，漢高帝劉邦之侄，劉邦兄長劉喜之長子，被劉邦封為吳王。漢景帝時，發動七國之亂謀反，敗死。
- 劉辟光，漢高祖庶長子齊悼惠王劉肥的兒子之一。漢文帝十六年受封濟南王。漢景帝時，發動七國之亂謀反，敗死。
- 劉偃，瓜丘恭侯劉甯國子，齊悼惠王劉肥孫，漢高祖曾孫。前165年繼承其父為瓜丘侯。漢景帝時，因參與七國之亂，伏誅，國除。
- 劉廣，營平侯劉信都子，齊悼惠王劉肥孫，漢高祖曾孫。前166年繼承其父為營侯。漢景帝時，因參與七國之亂，伏誅，國除。
- 劉戊，西漢楚夷王劉郢客之子，為漢封國楚國之楚王。漢景帝時，因參與七國之亂，兵敗自盡。
- 劉戎奴，管恭侯劉罷軍子，齊悼惠王劉肥孫，漢高祖曾孫。前174年繼承其父為管侯。漢景帝時，因參與七國之亂，伏誅，國除。
- 劉將閭，漢高祖庶長子齊悼惠王劉肥的兒子之一，雖未參與七國之亂，但害怕朝廷追究自己與叛亂諸侯們連繫的罪過，自鴆而卒。
- 劉閼於，漢景帝第四子，栗姬第三子，受封為臨江（後來的南郡）王，病死無子國除。
- 劉賢，漢高祖庶長子齊悼惠王劉肥的兒子之一。漢景帝時，發動七國之亂謀反，敗死。
- 劉遂，趙幽王劉友之子。漢景帝時，因參與七國之亂兵敗自殺。
- 劉雄渠，漢高祖庶長子齊悼惠王劉肥的兒子之一漢景帝時，發動七國之亂謀反，敗死。
- 周丘，吳王劉濞賓客。